# Gabinete François-Marsal
O Gabinete François-Marsal foi o ministério formado por Frédéric François-Marsal em 08 de junho de 1924 e dissolvido em 10 de junho do mesmo ano. Foi o 71º gabinete da Terceira República Francesa, sendo antecedido pelo Gabinete Poincaré III e sucedido pelo Gabinete Herriot I.

## Contexto
O "Cartel das Esquerdas", vencedor das eleições legislativas de 1924, pretendia forçar a renúncia do Presidente da República, Alexandre Millerand, por ter quebrado seu dever de neutralidade ao se comprometer publicamente com o "Bloco Nacional", de direita. Millerand, então, encarregou Frédéric François-Marsal de formar um governo minoritário, com o único objetivo de enviar uma mensagem à Assembleia Nacional Francesa, pedindo-lhe que respeitasse a Constituição Francesa de 1875 e se lembrasse da irresponsabilidade da Presidência da República perante os atos governamentais. No dia 10 de junho, François-Marsal leu a mensagem que continha um aviso:
Se hoje se entendesse que a arbitrariedade da maioria poderia obrigar o Presidente da República a se retirar por motivos políticos, o Presidente da República não passaria de um joguete nas mãos dos partidos.
Por 327 votos a 217, a Assembleia votou a favor de uma moção apresentada por Édouard Herriot, pela qual ela se recusou a entrar no "debate inconstitucional" para o qual foi convidada e "recusou-se a estabelecer relações com um ministério que, por sua composição, é a negação dos direitos do Parlamento". O Senado Francês também se recusou a tomar posição, votando uma moção de adiamento.
Em 11 de junho, o Presidente Millerand apresentou sua renúncia, ficando François-Marsal em seu lugar interinamente. Após a eleição do novo Presidente, Gaston Doumergue, Édouard Herriot foi nomeado como o novo Presidente do Conselho de Ministros, em 14 de junho.

## Composição
- Presidente da República: Alexandre Millerand
- Presidente do Conselho de Ministros: Frédéric François-Marsal
- Ministro dos Estrangeiros: Edmond Lefebvre du Prey
- Ministro da Justiça: Antony Ratier
- Ministro do Interior: Justin Germain Casimir de Selves
- Ministro da Guerra e Pensões: André Maginot
- Ministro das Finanças: Frédéric François-Marsal
- Ministro da Marinha: Désiré Ferry
- Ministro da Instrução Pública, Belas Artes e Educação Técnica: Adolphe Landry
- Ministro das Obras Públicas, Portos e Marinha Mercante: Yves Le Trocquer
- Ministro da Agricultura: Joseph Capus
- Ministro do Comércio, Indústria, Correios e Telégrafos: Pierre-Étienne Flandin
- Ministro das Colônias: Jean Fabry
- Ministro do Trabalho e Higiene: Paul Jourdain
- Ministro das Regiões Libertadas: Louis Marin